# Partito Nazionalsocialista Olandese dei Lavoratori
Il Partito Nazionalsocialista Olandese dei Lavoratori (in olandese: Nationaal-Socialistische Nederlandsche Arbeiderspartij - NSNAP) fu un partito politico nazista fondato nei Paesi Bassi nel 1931 su iniziativa di Ernst Hermann van Rappard.
Il partito fu accusato di attestarsi su posizioni troppo moderate dalla Lega Generale Fascista Olandese e dal Movimento Nazional-Socialista. Nel 1941, il Reichskommissar della Reichskommissariat Niederlande, Arthur Seyss-Inquart, ne dispose lo scioglimento insieme a tutte le altre formazioni politiche, fatta eccezione per il Movimento Nazional-Socialista di Anton Mussert, nominato Leider van het Nederlandse Volk (capo del popolo dei Paesi Bassi).